# Trichocerca flagellata
Trichocerca flagellata är en hjuldjursart som beskrevs av Hauer 1937. Trichocerca flagellata ingår i släktet Trichocerca och familjen Trichocercidae. Inga underarter finns listade i Catalogue of Life.